# Gia Lewis-Smallwood
Gia Gerisha Lewis-Smallwood (Urbana, 1º aprile 1979) è una discobola statunitense.

## Palmarès
| Anno | Manifestazione      | Sede        | Evento           | Risultato | Prestazione | Note |
| ---- | ------------------- | ----------- | ---------------- | --------- | ----------- | ---- |
| 2011 | Mondiali            | Taegu       | Lancio del disco | 14ª (q)   | 59,49 m     |      |
| 2011 | Giochi panamericani | Guadalajara | Lancio del disco | 4ª        | 57,34 m     |      |
| 2012 | Giochi olimpici     | Londra      | Lancio del disco | 14ª (q)   | 61,44 m     |      |
| 2013 | Mondiali            | Mosca       | Lancio del disco | 5ª        | 64,23 m     |      |
| 2015 | Giochi panamericani | Toronto     | Lancio del disco | Bronzo    | 61,26 m     |      |
| 2015 | Mondiali            | Pechino     | Lancio del disco | 11ª       | 60,55 m     |      |
| 2017 | Mondiali            | Londra      | Lancio del disco | 17ª (q)   | 58,15 m     |      |